# Lengua bífida

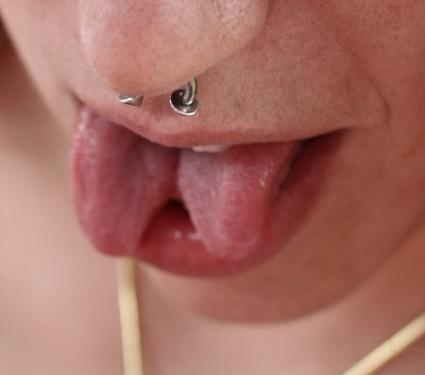
Chica con la lengua bífida.

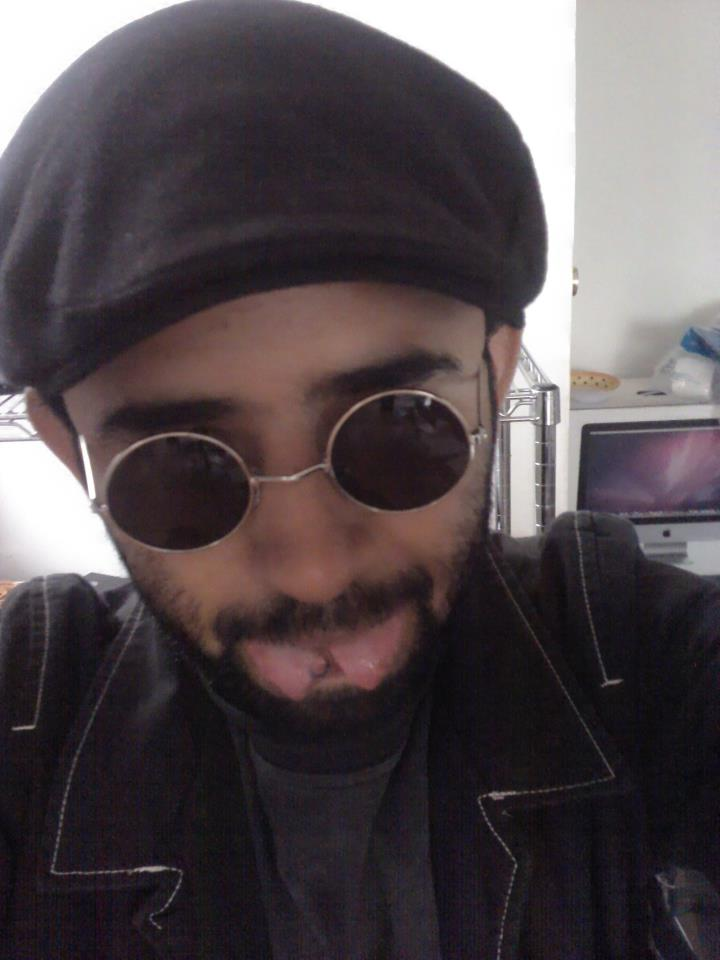
Hombre con la lengua bifurcada.

La lengua bífida, bifurcación de lengua o lengua dividida, es una modificación corporal en la que la lengua se corta desde la parte central hasta la punta, bifurcándose al final. Pretendiendo separar verticalmente la parte anterior de la lengua, con el fin de que ésta tome una apariencia bífida, característica de las serpientes.

## Historia
Durante el Imperio bizantino la hendidura en la lengua fue un castigo aplicado a un emperador después de su accidente, para que no pudiera gobernar nunca más.[cita requerida] Esta modificación se ha popularizado desde la década de 1990.

## La práctica en la actualidad
No obstante, existen leyes que prohíben esta práctica que está desautorizada por la medicina. Dividirse la lengua es ahora una práctica ilegal en algunos estados de EE. UU. y también prohibida en el Ejército de EE. UU. 
Dicha práctica pertenece a la cultura underground. La división de lengua también ha creado opiniones divergentes entre los especialistas en bioética.
La lengua bífida no es necesariamente un procedimiento quirúrgico. Quien se somete a tales modificaciones corporales a menudo decide conseguir una hendidura gradualmente apretando uniones de nylon insertadas en un piercing en la lengua durante un período prolongado. Este método es largo, arduo, y requiere una alta tolerancia al dolor.

## Modo operatorio
Esta operación relativamente básica (aunque inusitada), dura unos diez minutos, se practica siempre con anestesia, con la ayuda de un escalpelo y de una pinza quirúrgica: 
- Preparación: con la ayuda de una pluma quirúrgica, el práctico facultativo delimita el lugar de la incisión.
- Intervención: la lengua es inmovilizada con la ayuda de la pinza, la incisión es realizada de allí por lo tanto del exterior hacia el interior.
- Desinfección: la incisión es limpiada y desinfectada con la ayuda de una compresa estéril.
- Cicatrización: ambas partes resultantes son suturadas con el fin de obtener una cicatrización más rápida de ambas secciones.

## Peligros y recomendaciones
Esta práctica generalmente no altera el habla ni el gusto, sin embargo está desaconsejada porque puede ocasionar riesgos de deformación en el paladar o de la alineación dentaria.
El procedimiento más recomendado es realizar la intervención con láser quirúrgico, que cauteriza la herida, reduce el tiempo de curación, y disminuye la cantidad de sangre perdida. Generalmente, el sangrado que se produce es durante la sutura de los bordes de lengua para crear un aspecto redondeado, más natural. Dividir la lengua con un escalpelo no es nada recomendable debido a la importante pérdida de sangre y al profundo dolor. En este proceso es posible calentar el escalpelo para ayudar a cauterizar la herida, pero esto añade aún más dolor.
Para facilitar el proceso de curación hay quien tiene una perforación, o piercing en la lengua relativamente grueso (aproximadamente 6 a 10 mm de diámetro) en la base de la hendidura, y una vez curada la lengua del grueso piercing, se somete a la división de la lengua.
Para conseguir un aspecto redondeado y más natural, la parte inferior y superior del área cortante en ambas mitades está a menudo suturada con puntos en el proceso de curación. Esto evita la aparición de bordes agudos, que resultarían poco naturales en los nuevos extremos de la lengua que de otra manera ocurrirían.

## Atributos
Esta intervención tiene como característica el hecho de demostrarnos que la lengua tiene la capacidad de acomodarse naturalmente a este tipo de situación: en efecto, este músculo único presenta la facultad, una vez seccionado, de poder moverse independientemente estas dos nuevas partes. Con un poco de práctica, la persona sometida a ésta intervención, consigue mover los extremos de la lengua por separado.